# Повідз (Західнопоморське воєводство)
Повідз (пол. Powidz) — село в Польщі, у гміні Полянув Кошалінського повіту Західнопоморського воєводства.
Населення — 98 осіб (2011).
У 1975-1998 роках село належало до Кошалінського воєводства.

## Демографія
Демографічна структура станом на 31 березня 2011 року:
|          | Загалом | Допрацездатний вік | Працездатний вік | Постпрацездатний вік |
| -------- | ------- | ------------------ | ---------------- | -------------------- |
| Чоловіки | 52      | 7                  | 41               | 4                    |
| Жінки    | 46      | 6                  | 29               | 11                   |
| Разом    | 98      | 13                 | 70               | 15                   |